# Crassula decidua
Crassula decidua (Schönland, 1929) è una pianta succulenta appartenente alla famiglia delle Crassulaceae, endemica del Sudafrica.
L'epiteto specifico decidua deriva dal latino e si riferisce alle foglie della pianta, appunto decidue, diversamente dalle specie con cui è in più stretta relazione.

## Descrizione

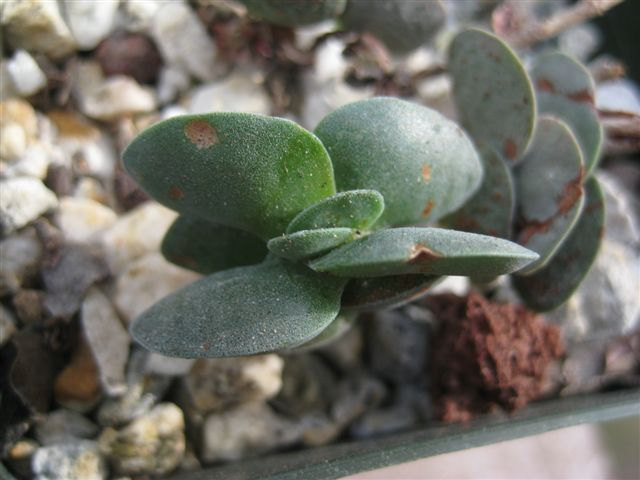
Esemplare di C. decidua.

C. decidua è una pianta perenne formata da corti steli eretti, lunghi fino a 6 centimetri e scarsamente ramificati.
Le foglie sessili sono lunghe 1-3,5 cm e larghe 0,6-1,5 cm, di forma ovata e profilo appiattito, con delle estremità da ottuse ad arrotondate. Hanno pagina superiore ed inferiore leggermente convesse, ricoperte da papille con fini apici sferici. Così come dice il nome, le foglie vecchie sono decidue e di colore da verde a grigio-verde.
Le infiorescenze a tirso, che si sviluppano in posizione terminale tra dicembre e marzo, sono a spiga, ramificate in numerose dicasia e sorrette da un peduncolo lungo circa 20 cm, che presenta alcune brattee di forma oblungo-triangolare.
I singoli fiori, sessili anch'essi, hanno un calice formato da sepali carnosi di colore verde, lunghi 2-2,5 millimetri, dalla forma triangolare e gli apici acuti, ricoperti da corti peli e con alcune ciglia in posizione marginale. La corolla, di forma tubolare, è composta da petali lunghi 2,5-3,5 mm di colore bianco, forma oblungo-lanceolata ed estremità da acute ad ottuse. Hanno punte erette o leggermente ricurve e presentano un'appendice dorsale. Gli stami portano delle antere di colore nero.

## Distribuzione e habitat
C. decidua è una specie endemica della Provincia del Capo Orientale, originaria dell'area compresa tra le località di Cookhouse, Somerset Est e Cradock, nota attualmente per sole quattro popolazioni.
È una pianta diffusa tra la vegetazione del Karoo, in particolare tra gli arbusti di Euphorbia, in terreni nei pressi di corsi d'acqua, il che la rende una specie minacciata dall'espandersi delle attività agricole.